# Panino (Oblast' di Nižnij Novgorod)
Panino è un centro abitato della Russia.